# Петрова, Зинаида Михайловна
Зинаида Михайловна Петрова — советский хозяйственный и политический деятель.

## Биография
Родилась в 1941 году. Член КПСС с 1977 года.
Окончила неполную среднюю школу.
В 1958—1967 гг. — рабочая, каменщица, в 1967—1991 гг. — бригадир каменщиков Надвоицкого строительно-монтажного управления треста «Сегежстрой» Минпромстроя СССР.
Заслуженный строитель РСФСР.
Избиралась депутатом Верховного Совета СССР 11-го созыва. Делегат XXVI съезда КПСС.
Жила в Сегеже.

## Награды
- Орден Ленина
- Орден Трудового Красного Знамени